# Glanapteryginae
Glanapteryginae là một phân họ cá da trơn của họ Trichomycteridae. Phân họ này có 4 chi, Glanapteryx, Listrura, Pygidianops, và Typhlobelus.